# Esperanza
Az Esperanza (eredeti címe: Nunca te olvidaré, ’Soha nem foglak elfelejteni’) egy 1999-ben készített mexikói telenovella, Fernando Colunga és Edith González főszereplésével. Az 1970-es Enrique Alvarez Félix és Julissa főszereplésével készült Yo se que nunca című mexikói telenovella remake-je. A főcímzenét Enrique Iglesias adja elő (Nunca te olvidaré).

## Történet
|  | Alább a cselekmény részletei következnek! |

Don Antonio Uribe levelet kap ifjúkori szerelmétől, Isabel Clarától, aki a halálán van, és megkéri a férfit, hogy látogassa meg őt. Antonio el is megy hozzá, ahol a nő azt kéri tőle, hogy vigyázzon és nevelje fel egyetlen lányát, a kis Esperanzát. A férfi elviszi magával, de otthon felesége, Consuelo nem örül neki, sőt kifejezetten utálja. De fia, Luis Gustavo örül neki, és nagyon jól megértik egymást. Mikor ezt Consuelo megtudja, elküldi fiát külföldre tanulni, Esperanzát pedig egy apácák által vezetett iskolába viszi. Don Antonio szomszédja és barátja, Fermín Requena egy özvegy férfi, aki egyedül neveli lányát, Silviát. A lány évek óta elhatározta, hogy Luis Gustavo felesége lesz, és hogy ezt könnyebben elérje, ráveszi apját, hogy küldje őt is külföldre. Tíz évvel később Esperanza gyönyörű nő lett, és Don Antoniót ápolja a farmon, aki súlyosan beteg lett. Halála előtt egy levelet ad át Fermínnek, hogy adja oda Luis Gustavónak, melyben leírja, hogy tudja, hogy szerelmes Esperanzába, és ő nem ellenzi kapcsolatukat, sőt, támogatja az esküvőt. A temetésen találkozik először hosszú évek után Esperanza és Luis Gustavo. Első pillantásra a kezdeti barátság szerelemmé változik. De Fermín is szemet vet a nőre, így úgy dönt, hogy nem adja át a levelet a férfinak, majd Consuelo segítségét kéri. Az anyja azt hazudja a férfinak, hogy Esperanza tulajdonképpen Antonio törvényen kívüli lánya, ezért nem lehetnek egymáséi, hiszen testvérek. A férfi annak érdekében, hogy minél hamarabb elfelejtse „testvérét”, elveszi Silviát feleségül, de a szíve továbbra is a lányért dobog, aki nem érti, hogy miért hagyta el őt Luis Gustavo.
Amikor Esperanza megtudja, hogy miért hagyta el Luis Gustavo, úgy dönt, hogy elfelejti és feleségül megy Álvaróhoz, de Fermín féltékenységből megöleti.
|  | Itt a vége a cselekmény részletezésének! |

## Szereposztás
| Szerepnév                     | Színész(nő)        | Magyar Hang           |
| ----------------------------- | ------------------ | --------------------- |
| Esperanza Gamboa              | Edith González †   | Balázs Ágnes          |
| Isabel Clara Martel de Gamboa | Edith González †   | Hirling Judit         |
| Luis Gustavo Uribe            | Fernando Colunga   | Lux Ádám              |
| Consuelo del Valle de Uribe   | Alma Muriel †      | Andresz Kati          |
| Fermín Requena                | Humberto Elizondo  | Koroknay Géza         |
| Silvia Requena                | Eugenia Cauduro    | Orosz Anna            |
| Leticia Ocampo                | Marisol Santacruz  | Hámori Eszter         |
| Adrián Ocampo                 | Édgar Ponce †      | Dózsa Zoltán          |
| Irene de Ocampo               | Zully Keith        | Simorjay Emese        |
| Gudelia                       | Leticia Perdigón   | Koroknay Simon Eszter |
| Carmen                        | Delia Casanova     | Némedi Mari           |
| Higinio Sánchez               | Jaime Lozano       | Végh Ferenc           |
| Petra                         | Iliana de la Garza | Zsolnai Júlia         |
| José Manuel Díaz              | Esteban Franco     | Albert Péter          |
| Juan Moraima                  | Sergio Catalán     | Holl Nándor           |
| Eduardo «Lalo» Moraima        | Juan Carlos Bonet  | Breyer Zoltán         |
| Alcatraz Cordero              | Niurka             | Árkosi Kati           |
| Berenice Cordero              | Macaria            | Csere Ágnes           |
| Dr. Álvaro Cordero            | Pablo Montero      | Barát Attila          |
| Dr. Carlos Bárcenas           | Octávio Galindo †  | Cs. Németh Lajos      |
| Dr. Alberto Rivero            | Luis Gimeno †      | Makay Sándor          |
| Dr. Zetina                    | Ramón Menéndez     | Szokolay Ottó         |
| Dr. Leonel Valderrama         | Miguel de León     | Weil Róbert           |
| Alfonsa Valderrama            | Beatriz Aguirre †  | Illyés Mari           |
| Benita                        | Evita Muñoz †      | Mednyánszky Ági       |
| Sandra                        | Tania Prado        | Ősi Ildikó            |
| Robert Castel                 | Roberto Miquel     | Németh Kristóf        |
| Mara Montalbán                | Alejandra Procuna  | Juhász Judit          |
| Paola Campos                  | Ivonne Montero     |                       |
| Precilda                      | Marychelo          | Hullan Zsuzsa         |
| Blanca                        | Bárbara Ferré      | Keönch Anna           |
| Serafina Pérez                | Silvia Caos †      | Kassai Ilona          |
| Filogonio                     | Eduardo de la Peña | Lázár Sándor          |
| Margarita nővér               | Josefina Echánove  | Tóth Judit            |
| Tisztelendő anya              | Amparo Garrido     | Szabó Éva             |
| Spicceske                     | Liliana Arriaga    | Makay Andrea          |
| Johnny                        | Johnny Laboriel †  | Csuha Lajos           |
| Braulio                       | Toño Infante       | Mikula Sándor         |
| Patiño felügyelő              | Claudio Báez †     | Fazekas István        |
| Mendez ügyvéd                 | Eric del Castillo  | Szersén Gyula         |
| Antonio Uribe                 | Julián Pastor †    | Orosz István          |
| Justo Ocampo                  | Gustavo Negrete    | Rudas István          |
| Gyerek Esperanza              | Wendy González     | Vadász Bea            |
| Gyerek Luis Gustavo           | Daniel Habif       | Glósz Viktor          |
| Gyerek Silvia                 | Dulce María        | Simonyi Piroska       |
| Gyerek Leticia                | Gaby Garza         | Nemes Takách Kata     |
| Gyerek Adrián                 | Diego Sieres       | Előd Botond           |

## In memoriam...
- 2005. május 5-én motorbalesetben elhunyt Édgar Ponce, aki Adriánt, Leticia testvérét alakította. 31 éves volt.
- 2014. január 6-án, életének 63. évében, szívroham következtében elhunyt Alma Muriel, aki a sorozatban Consuelót, Luis Gustavo gonosz anyját alakította. Holttestére Quintana Roó-i otthonában találtak rá. A magyar közönség ismerhette még a Megveszem ezt a nőt című sorozatból is, ahol szintén ő alakította a főgonoszt.
- 2015. augusztus 24-én életének 72. évében elhunyt Julian Pastor, a sorozat egyik rendezője, aki Don Antonio-t, Luis Gustavo apját alakította.
- 2019. június 13-án elhunyt a sorozat főszereplője, Edith González, 54 évesen, miután hosszas, több éves küzdelmet folytatott a petefészekrákkal.